# Escòpelos
Escòpelos (en grec Σκόπελος, Skópelos) és una illa grega de l'Egeu occidental, una de les Espòrades Septentrionals. Escòpelos se situa a l'est de la Grècia continental, al nord-est de l'illa d'Eubea, i forma part del departament de Magnèsia i de la regió de Tessàlia.
Les seves màximes altituds són el mont Delfi (681 m), al centre de l'illa, i Palouki (546 m), al sud-est. Amb una superfície de 95 km², Escòpelos és lleugerament més gran que Míconos i més petit que Santorí. Les illes habitades més properes són Escíatos a l'oest i Alónnissos a l'est. L'any 2001 tenia 4.696 habitants.
La capital, també anomenada Escòpelos o Cora (3.027 habitants), n'és el port principal i és el cap del municipi que forma l'illa, que comprèn també les comunitats de Glossa (1.195 habitants) i Neo Clima o Èlios (415 habitants).
Antigament es va dir Peparetos (en llatí Peparethus). Segons Plini el Vell abans es va dir Staphylos, que és el nom d'un rei mític. L'illa tenia tres ciutats, una de les quals portava el mateix nom que l'illa, i va patir un terratrèmol el 426 aC. Alexandre de Feres la va atacar. A mitjan segle iv aC es va apoderar de l'illa d'Halonnesos i en represàlia Filip II de Macedònia la va devastar. El 207 aC, Filip V de Macedònia va guarnir la ciutat per defensar-la contra els romans i finalment va ser destruïda el 200 aC per evitar la seva conquesta. Després va passar a mans romanes l'any 146 aC, de l'Imperi Romà d'Orient el 330, de la República de Venècia el 1204 i de l'Imperi Otomà el1538, fins que l'any 1830 va entrar a formar part del nou estat grec. Les potències de l'Eix la van ocupar entre 1941 i 1944.